# Mónica Chalá
Mónica Chalá, née à Quito le 11 avril 1973, est la première afroéquatorienne à remporter le titre de Miss Équateur, en 1995-1996. Son élection déclenche des débats passionnés dans la presse et dans la population équatorienne autour des thèmes du racisme et de l'identité nationale. En réponse à certains commentaires racistes parus dans la presse, Monica Chalá est soutenue par des personnalités afroéquatoriennes et progressistes. Elle accorde un entretien au journal Hoy du 9 novembre 1995, intitulé « Je ne vaux ni plus ni moins que n'importe qui d'autre pour la couleur de ma peau ».